# Rita Tushingham
Rita Tushingham (ur. 14 marca 1942) – angielska aktorka filmowa i telewizyjna.

## Filmografia

### Seriale TV
- 1963: The Human Jungle, jako Joy South
- 1980: Lady Killers, jako Charlotte Bryant
- 2003: Nowe triki, jako Elise Allen

### Filmy fabularne
- 1961: Smak miodu, jako Jo
- 1964 :The Leather Boys, jako Dot
- 1964: Dziewczyna z zielonymi oczami, jako Katy Brady
- 1966: Sidła (The Trap), jako Eve, żona trapera Jeana La Bete
- 1975: Czynnik ludzki (film), jako Janice
- 1986: Kamienny wyrok, jako Eunice Parchman
- 1992: Papierowe małżeństwo (Paper Marriage), jako Lou, gospodyni Alicji
- 1994: Ewangelia według Harry’ego, jako Myrna
- 1995: Nieprawdopodobna historia (An Awfully Big Adventure), jako ciotka Lily
- 2004: Julia, jako ciotka Carrie
- 2013: The Wee Man, jako Rita Thompson

## Nagrody
Za rolę Jo w filmie Smak miodu została uhonorowana nagrodą Złotego Globu.